# Agrypon seyrigi
Agrypon seyrigi là một loài tò vò trong họ Ichneumonidae.